# Памятник жертвам Духцовского виадука
Памятник жертвам Духцовского виадука (чеш. Památník duchcovského viaduktu) — памятник жертвам расстрела полицейскими безработных в Духцове 4 февраля 1931 года.
Возведение памятника началось в начале 1950-х годов. Автор памятника — скульптор Властимил Вечержа. Открытие состоялось 7 сентября 1954 года на виадуке, месте трагедии. В 1957 году памятник был дополнен статуями «Рабочий с винтовкой» и «Женщина со сжатым кулаком», выполненные в мастерской Карела Лерха. В 1963 г. памятник был перенесен в центр города. К бронзовому барельефу была добавлена символическая стена, напоминающая утраченную аутентичность железнодорожного виадука.
На этом месте памятник находится до сих пор, хотя в 1991 году статуи женщины и рабочего убрали.
На протяжении всего периода существования ЧССР памятник считался официальным центром города, где проводились праздничные мероприятия и демонстрации.

## Описание
В настоящее время состоит из: горельефа, сосуда для огня, двух флагштоков и стены, конструкция которой напоминает о месте расстрела. Задуман, как «Пьета рабочего». Изображает две группы фигур на фоне индустриального пейзажа. Группа слева изображает мёртвого рабочего на руках у скорбящей женщины. Справа рабочий с мальчиком, который с высоко поднятой головой наблюдает за происходящим. На заднем плане — окрестности виадука, где произошла трагедия.